# Relaciones Estados Unidos-Montenegro
Las relaciones Estados Unidos-Montenegro son las relaciones diplomáticas entre Estados Unidos y Montenegro. Antes de 2006, el gobierno de Montenegro participó en las relaciones entre Serbia y Montenegro y Estados Unidos.
De acuerdo con el Informe de liderazgo global de EE. UU. de 2012, el 26% de los montenegrinos aprueba el liderazgo de EE. UU., con un 48% de desaprobación y un 26% de incertidumbre.

## Historia

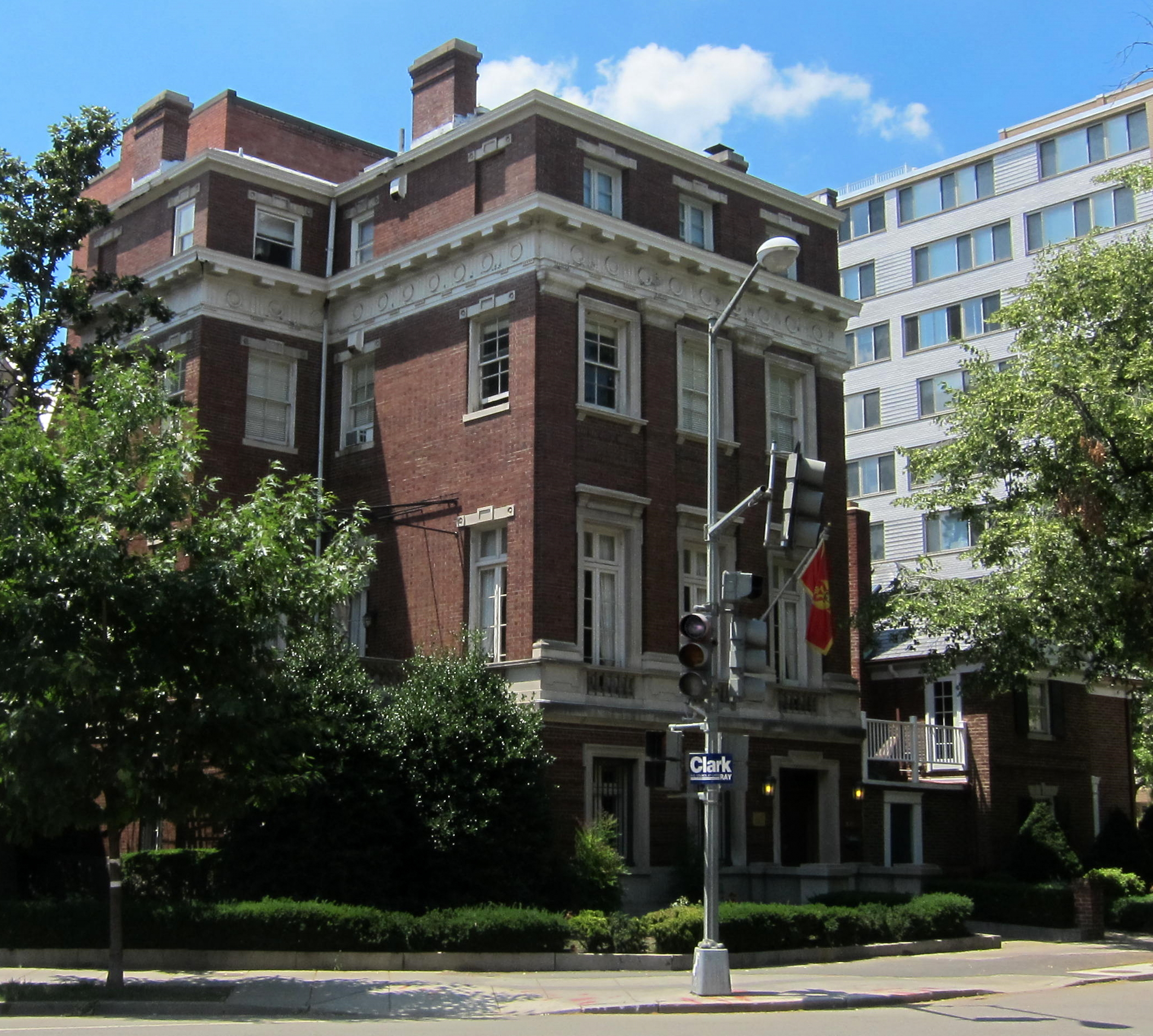
Embajada de Montenegro en Washington D. C.

Las relaciones entre Estados Unidos y el Principado de Montenegro existieron desde 1905 y duraron hasta que este último se anexó al Reino de Yugoslavia. Durante Segunda Guerra Mundial, las Fuerzas Aéreas del Ejército de los Estados Unidos bombardearon Podgorica debido a la ocupación nazi de Montenegro.

### Relaciones entre Đukanović y Estados Unidos-Yugoslavia

Milo Đukanović en El Pentágono en noviembre de 1999, reuniéndose con el Secretario de Defensa de los Estados Unidos William Cohen.

Cuando Đukanović apareció por primera vez en la escena política, era un aliado cercano de Slobodan Milošević. Sin embargo, en los años anteriores al Bombardeo de la OTAN sobre Yugoslavia, gradualmente se volvió prooccidental. Milošević y otros miembros de su coalición de gobierno fueron considerados parias por todos los gobiernos occidentales, por lo que Đukanović se convirtió en uno de los pocos políticos elegidos dentro de Yugoslavia con los que se comunicaría abiertamente. Estaban dispuestos a pasar por alto el pasado comunista de Đukanović, la postura inicial a favor de la guerra y la creciente evidencia de participación criminal, lo que le permitió reunirse regularmente con funcionarios de la administración de Bill Clinton como la Secretaria de Estado Madeleine Albright, el Secretario de Defensa William Cohen y el Asesor de Seguridad Nacional Sandy Berger, así como el Primer Ministro británico Tony Blair, el Secretario de Relaciones Exteriores británico Robin Cook y el Secretario General OTAN Javier Solana durante todo este período. Algunos reconocieron a Đukanović por el hecho de que Montenegro se salvó de la peor parte del bombardeo de 1999 de la OTAN a Yugoslavia que devastó la infraestructura de Serbia, sin sufrir una destrucción mayor. Otros encuentran más razonable concluir que lo hizo solo por razones pragmáticas y previó grandes incentivos en la comunicación con los líderes occidentales para presionar por el separatismo político.

### Relaciones post-referéndum
Estados Unidos reconoció a Montenegro el 12 de junio de 2006 y establecieron relaciones diplomáticas formalmente el 15 de agosto. Estados Unidos mantiene una embajada en Podgorica. En la actualidad, existe una variedad de programas de asistencia de los Estados Unidos en Montenegro para ayudar a mejorar el clima económico y fortalecer la democracia. Estos programas incluyen iniciativas para preparar al país para la Organización Mundial del Comercio y su adhesión, y para promover el crecimiento económico local y el desarrollo empresarial.

## Relaciones militares

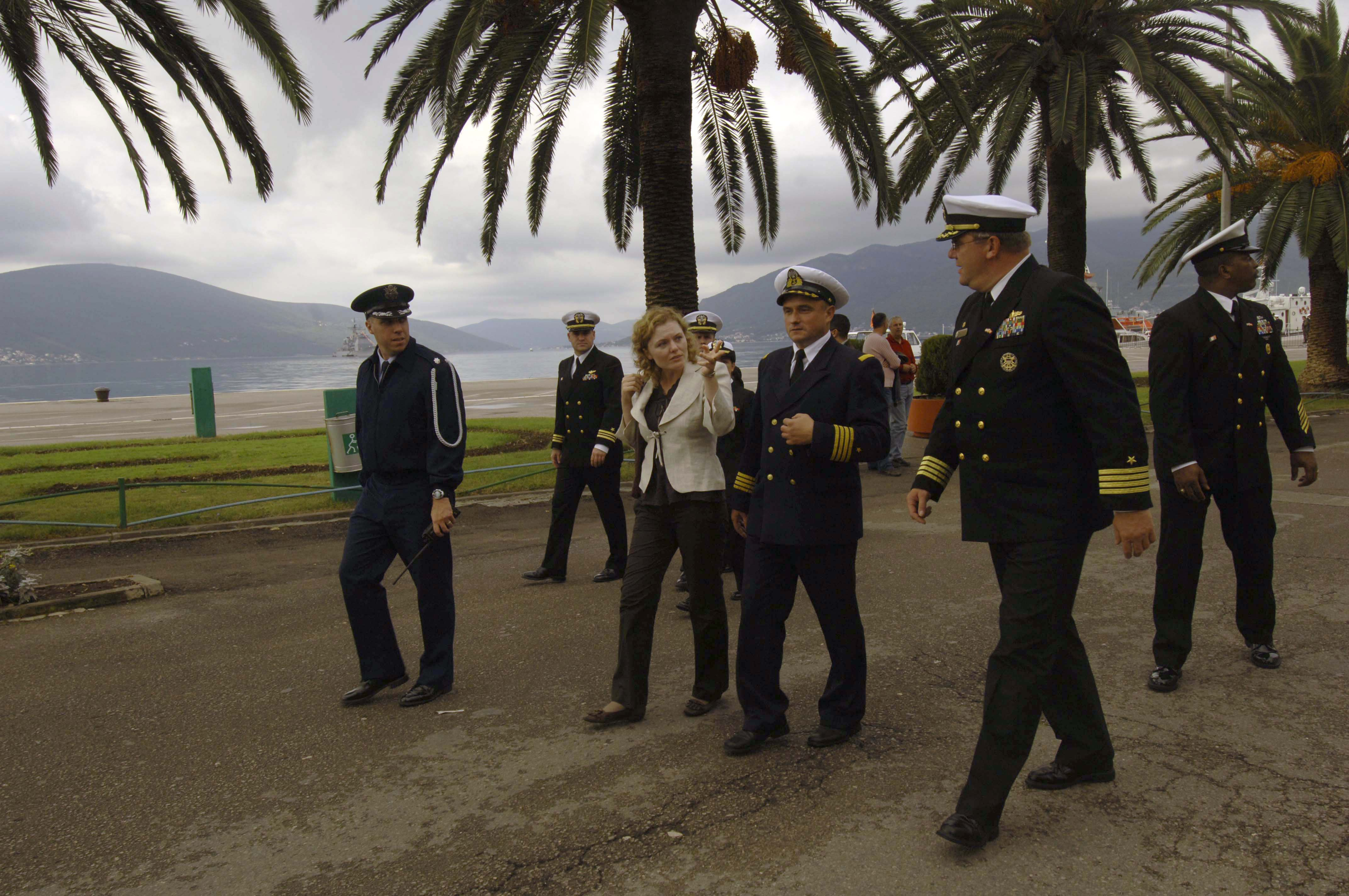
Personal de USS Anzio (CG-68) caminando en Tivat, Montenegro.

Los Estados Unidos tienen una política activa con respecto a la cooperación militar con las Fuerzas Armadas de Montenegro, principalmente para mejorar los estándares de Montengrin necesarios para la adhesión de Montenegro a la OTAN. La opinión pública en Montenegro con respecto a la membresía de OTAN ha sido citada como muy negativa, en gran parte debido al bombardeo de Yugoslavia. En agosto de 2006, el Secretario de Defensa Donald Rumsfeld realizó una visita oficial a Montenegro en busca de apoyo para la Guerra contra el terrorismo y los objetivos geopolíticos estadounidenses en general en Europa. Tras la reunión del Secretario con el Primer Ministro de Montenegro Milo Đukanović, se anunció que Montenegro había acordado en principio ayudar a los esfuerzos de los Estados Unidos en Irak y Afganistán, aunque no se hicieron promesas específicas de ayuda.

### Marina de Estados Unidos en Montenegro
La Marina de los Estados Unidos ha mantenido una presencia regular en la costa de Montenegro desde 2003. En muchas ocasiones, Estados Unidos ha enviado destructores al puerto de Bar para entrenamiento naval, ejercicios y patrullas regulares de tráfico en el Mar Mediterráneo.